# Stadion Olimpijski im. Atatürka
Stadion Olimpijski im. Atatürka (tur. Atatürk Olimpiyat Stadyumu) – stadion w Stambule, na którym mecze rozgrywa reprezentacja Turcji w piłce nożnej.

## Charakterystyka
31 lipca 2002 na inaugurację obiektu zagrały Olympiakos Pireus i Galatasaray Stambuł. Mecz zgromadził rekordową liczbę widzów na tym obiekcie – 79 414.
W 2005 odbył się na nim finał Ligi Mistrzów, w którym Liverpool F.C. pokonał A.C. Milan po rzutach karnych.
Również w 2023 finał Ligi Mistrzów został rozegrany na tym stadionie, w którym Manchesterem City wygrał 1:0 z Inter Mediolan.
W latach 2007–2014, przed przeprowadzką na Başakşehir Fatih Terim Stadyumu, swoje spotkania rozgrywali na nim piłkarze klubu İstanbul Başakşehir.